# Hedmarken
Hedmarken (også: Hedemarken) er et område i det østlige Norge, som i dag består af sognene i Hamar og omegn, hele Hamar og Stange kommune og dele af Løten og Ringsaker kommuner. Området har givet navn til Hedemarkens Amt, senere Hedmark fylke, selv om landskabet udgør en ganske lille del af Hedmark fylke. Hedmarken er kendetegnet ved bakkede landbrugsområder, grønne fjelde og fyrretræsskove.
60°48′45″N 11°11′57″Ø / 60.81253°N 11.19925°Ø